# Inje (chanson)
Chansons représentant le Monténégro au Concours Eurovision de la chanson
Space
(2017) Heaven
(2019)
Inje (« Givre ») est une chanson interprétée par le chanteur monténégrin Vanja Radovanović. Elle est sortie le 6 avril 2018 en téléchargement numérique. C'est la chanson qui représente le Monténégro au Concours Eurovision de la chanson 2018 à Lisbonne au Portugal. Elle est intégralement interprétée en monténégrin.

## Concours Eurovision de la chanson

### Sélection
La chanson est sélectionnée comme représentante du Monténégro à l'Eurovision 2018 le 17 février 2018 via l'émission Montevizija 2018, remportant le télévote monténégrin.

### À Lisbonne
Lors de la deuxième demi-finale, Vanja Radovanović interprète Inje en seizième position, suivant Dance You Off de la Suède et précédant Hvala, ne! de la Slovénie. Elle termine à la 16e place avec 40 points, un total insuffisant pour se qualifier en finale.

## Liste des pistes
| 1. | Inje | 3:00 |